# Lingcheng (ort i Kina)
Lingcheng är en ort i Kina. Den ligger i den autonoma regionen Guangxi, i den södra delen av landet, omkring 210 kilometer öster om regionhuvudstaden Nanning.
Runt Lingcheng är det tätbefolkat, med 442 invånare per kvadratkilometer. Det finns inga andra samhällen i närheten. Runt Lingcheng är det i huvudsak tätbebyggt.
Genomsnittlig årsnederbörd är 2 399 millimeter. Den regnigaste månaden är maj, med i genomsnitt 397 mm nederbörd, och den torraste är oktober, med 40 mm nederbörd.